# Didier Dhennin
Didier Dhennin, né le 5 novembre 1961 à Dijon, est un cavalier français de concours complet d'équitation (CCE) de niveau international.
De 1981 à 1997, il dirige le centre équestre créé avec ses parents, en parallèle de sa carrière sportive et de l'organisation de concours de niveau national (chef de piste).
En 1987, il est nommé écuyer du Cadre noir de Saumur et poursuit sa carrière sportive internationale. Il participe aux présentations et galas du Cadre Noir en France et à l'étranger, et enseigne l'équitation aux élèves instructeurs et du pôle France.
Sportif de haut niveau, il fait partie de l'équipe de France de CCE de 2002 à 2017. Il portera les couleurs de la France lors des championnats d'Europe en 2007 et 2009, et lors des Jeux Olympiques de 2008, avec la jument Ismène du Temple (Selle français, née en 1996).
En 2016, il devient chef de piste CCE de niveau international (1et 2 étoiles) et en 2017, il obtient la qualité de chef de piste 'National Elite'. Au niveau international, Il a construit les pistes des concours de Tartas (1 et 2 ** en 2017 et 2018) et de Saumur (1 et 2** en 2018).

## Palmarès
- 2000 : 
  - Vainqueur du Championnat de France CCE Pro à Vittel avec Darius du Plessis
  - Vainqueur du CCI2* à Vittel avec Darius du Plessis et 3ème avec Circé de Boriel
  - 3ème du CCI2* au Haras du Pin avec Darius du Plessis
- 2001 : 
  - Vainqueur de la Coupe de France Open à Jardy avec Fine Fleur V ENE HN
  - Vainqueur du CCI2* de Jerez de la Frontera avec Fine Fleur V ENE HN
- 2002: 
  - Vainqueur du Championnat du monde des jeunes chevaux de 6 ans CCI1* du Lion d'Angers avec Ismène du Temple
  - 2ème de la Finale Jeune Chevaux CCE de 4 ans à Pompadour avec Kenzo de la Folie ENE HN
  - 2ème de la Finale Jeune Chevaux CCE de 6 ans à Pompadour avec Ismène du Temple.
- 2003 : 
  - Vainqueur du Championnat de France des jeunes chevaux de 7 ans Pro1 de Dijon avec Ismène du Temple
  - 2ème de la Finale Jeune Chevaux 4 ans en dressage, CCE et hunter avec Lyvie Lerchenberg
- 2004 : 
  - Vainqueur de la Finale Jeune Chevaux CCE de 4 ans avec Mistral de la Genètre
  - Vainqueur de la Finale Jeune Chevaux de 5 ans CCE et Hunter avec Lyvie Lerchenberg
  - Vainqueur de la Finale Jeune Chevaux CCE de 6 ans avec Kerfina du Fief ENE HN
  - Vainqueur du CIC1* du Haras du Pin avec Eratum du Merlon
  - 4ème du CIC2* du Haras du Pin avec Ismène du Temple
- 2005 : 
  - Vainqueur CCI1* de Dijon avec Hobby du Mee, 4ème avec San Joseph du Paon
  - Vainqueur de la Finale Jeune Chevaux CCE de 4 ans à Pompadour avec Nuage de Ribaud
  - 3ème Championnat France CCE Pro à Saumur avec Ismène du Temple
  - 4ème CCI3* de Vittel avec Ismène du Temple
  - 6ème du CCI2* de Dijon avec Bambi de Briere
- 2006 :
  - 6ème CCI3* de Saumur avec Ismène du Temple
  - 7e du championnat de France Pro1 à Vittel avec Ismène du Temple
  - Sélectionné pour les Jeux équestres mondiaux d'Aix-la-Chapelle, Didier DHENNIN doit déclarer forfait à la suite d'une chute avec un jeune cheval.
- 2007 : 
  - Vice-champion d'Europe (équipe) à Pratoni Del Vivaro avec Ismène du Temple
  - 6ème du CCI3* de Pratoni Del Vivaro avec Ismène du Temple
  - 7ème du championnat de France Pro1 à Saumur avec Ismène du Temple
  - 10ème de la FEI World Cup CIC3* de Fontainebleau avec Ismène du Temple
- 2008 : 
  - 6ème aux Jeux Olympiques de Pékin (Chine) avec Ismène du Temple
  - 6ème du CCI4* à Luhmühlen avec Ismène du Temple
  - Vainqueur de la Finale Jeune Chevaux CCE de 4 ans à Pompadour avec Quiva du Lerchengerg et 2ème avec Quality Bois Margot
  - 3ème de la Finale Jeune Chevaux CCE 6 ans CIC1* de Pompadour avec Encore Une Médaille
  - 11ème du Championnat du Monde des Jeunes Chevaux CCE de 6 ans CCI1* du Lion d'Angers avec Encore Une Médaille
- 2009:
  - 5ème des championnats d'Europe (individuel) de Fontainebleau avec Ismène du Temple
  - 5ème Championnat de France des Chevaux de 7 ans Pro1 à Dijon avec Orlando Lerchenberg
  - 2ème de la Finale Jeune Chevaux CCE de 5 ans à Pompadour avec Quality Bois Margot
  - 16ème du Championnat du Monde des Jeunes Chevaux CCE de 7 ans CCI2* du Lion d'Angers avec Encore Une Médaille
- 2010:
  - 6ème du CCI2* de Lignières avec Opi de Saint Leo
  - 7ème du CCI2* de Dijon avec Opi de Saint Leo et 8ème avec Encore Une Medaille
- 2011:
  - 3ème du CIC3* de Jardy avec Opi de Saint Leo
  - 6ème au CICO3* (équipe) d'Aix La Chapelle avec Must des Sureaux
  - 8ème du CICO3* de Fontainebleau avec Must des Sureaux
  - 6ème de la Finale Jeune Chevaux CCE 6 ans CIC1* à Pompadour avec Regensburg d'Uriat
  - 9ème Championnat de France Chevaux 7 ans Pro1 à Saumur avec Quantus Lerchenberg
  - 13ème CCI3* de Boekelo avec Opi de Saint Leo (5ème par équipe)
  - Participation au CCI4* de Badminton avec Ismène du Temple
  - Participation aux Championnats d'Europe de Luhmühlen avec Must des Sureaux
- 2012:
  - 5ème Trophée Chevaux 7 ans CCE à Pompadour avec Regensburg d'Uriat
  - 8ème du CIC3* de Jardy avec Encore Une Médaille
  - 11ème du CIC3* FEI World Cup au Haras du Pin avec Encore Une Médaille
  - Participation au CCI4* de Pau avec Encore Une Médaille
- 2013:
  - 3ème du CCI3* de Bramham avec Opi de Saint Leo
  - 3ème du CICO3* (équipe) de Fontainebleau, avec Opi De Saint Leo
  - Participation au CIC3* de Marbach avec Opi de Saint Leo et Encore Une Médaille
- 2014:
  - 4ème du CCIO3* de Malmö avec Opi de Saint Leo
  - 3ème du CIC3* de Jardy avec Opi de Saint Leo
  - Participation au CCIO3* de Boekelo avec Opi de Saint Leo
- 2015:
  - Vainqueur du CCIO3* de Montelibretti avec Opi de Saint Leo
  - 3ème du CCI2* de Montelibretti avec T'as Du Pot et 4ème avec Rien Qu'un Crack
  - 4ème du CIC2* de Montelibretti avec Troubadour Camphoux
  - 7ème CIC3* de Bramham avec Opi de Saint Leo
  - 9ème du CIC3* de Ravenne avec T'as Du Pot
- 2016:
  - Vainqueur du CIC2* de Saumur avec Rien Qu'un Crack
  - Vainqueur du CIC2* de Jardy avec Rien Qu'un Crack
  - 6ème CCI2* d'Arville avec Troubadour Camphoux
  - 20ème du CICO3* de Houghton Hall avec Troubadour Camphoux
- 2017:
  - Vainqueur du CCI2* de Jardy avec Troubadour Camphoux et 4ème avec Vidoc De Loume
  - Participation au CCI3* de Saumur avec Troubadour Camphoux
- 2018:
  - Vainqueur de la Finale Jeune Chevaux CCE 4 ans à Pompadour avec Eglantine du Pouler et 3ème avec Eden des Muzes
  - 10ème de la Finale Jeune Chevaux CCE 5 ans à Pompadour avec Nemesis Pompadour

## Réalisations
- Didier DHENNIN est chef de piste depuis plus de 20 ans (niveau national).
- 2016: Certifié chef de piste niveau International (1 et 2 étoiles)
  - Assistant chef de piste (Pierre LE GOUPIL) au Pouget CCI2* et CIC3*
- 2017:Certifié chef de piste de niveau National Elite
  - Chef de piste pour le concours de Tartas CCI1*, CCI2* et CIC2*
- 2018:
  - Chef de piste pour le concours de Saumur CCI1* et CIC2*
  - Chef de piste pour le concours de Tartas CCI1*, CCI2* et CIC2*
  - Assistant chef de piste (Pierre MICHELET) Saumur CCI3*
  - Assistant chef de piste (Francesco FINOCCHIARO) Montelibretti CCI3* et CIC3*